# 大阪 - 福知山・舞鶴・宮津線

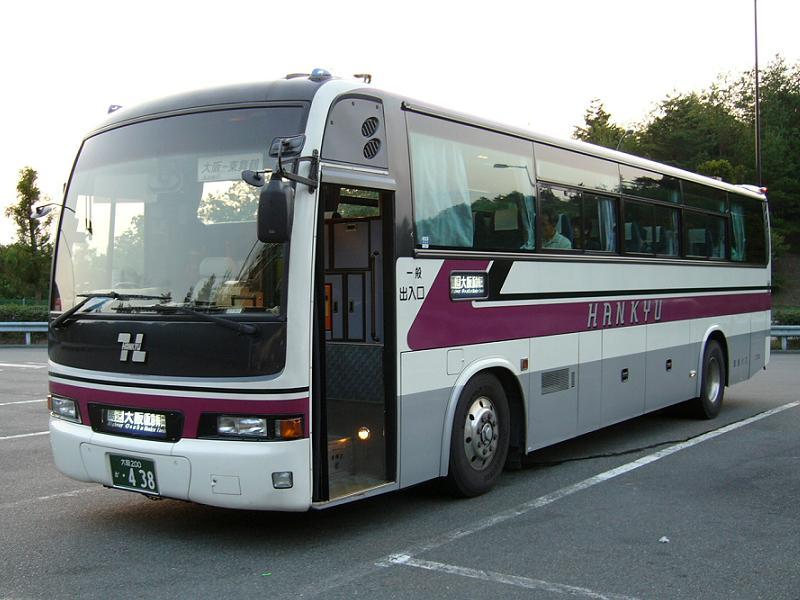
大阪梅田 - 東舞鶴線（阪急バス）

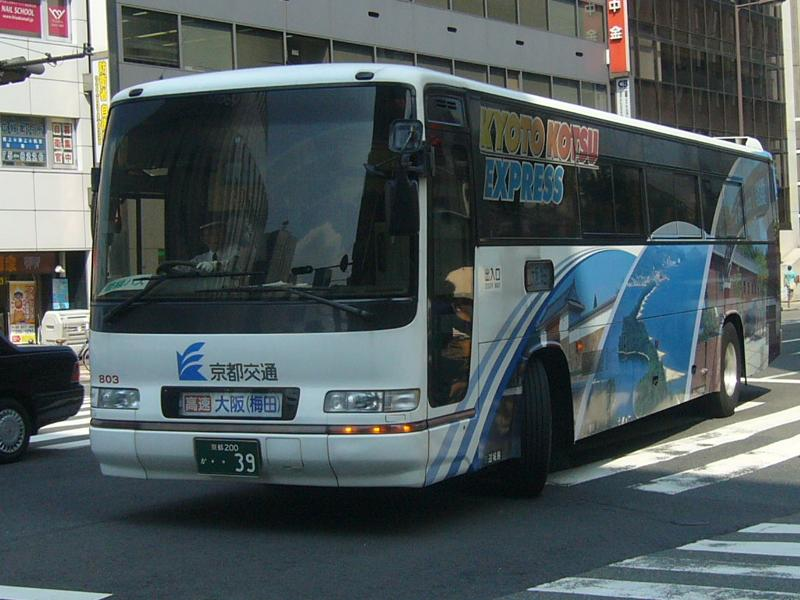
大阪梅田 - 東舞鶴線（京都交通）

大阪 - 福知山・舞鶴・宮津線（おおさか - ふくちやま・まいづる・みやづせん）は大阪市・吹田市・豊中市・宝塚市・西宮市と福知山市・舞鶴市・宮津市を結ぶ高速バスである。運行会社の別により以下の5系統に整理できる。本項目ではこれらについて一括して記す。

## 運行系統
- 大阪（なんば） - 福知山線（昼行 / 日本交通 (福知山)）

ユニバーサル・スタジオ・ジャパン・なんば(OCAT) -  福知山IC・福知山駅前（北口）
昼行8往復
- 大阪（なんば） - 舞鶴線（昼行 / 日本交通 (大阪)・京都交通）

ユニバーサル・スタジオ・ジャパン・なんば(OCAT) - 西舞鶴駅前・東舞鶴駅前・舞鶴港フェリーターミナル・舞鶴営業所
昼行8往復
- 福知山特急ニュースター号（昼行 / 大阪バス）

ユニバーサル・スタジオ・ジャパン・大阪駅（桜橋口ALBi・成城石井前） - 福知山IC・松縄手・福知山市役所前・福知山駅前（北口）
昼行2往復
- 大阪（梅田） - 舞鶴線（昼行 / 日本交通 (大阪)・京都交通）

阪急梅田（阪急三番街）・（新大阪） - 西舞鶴駅前・東舞鶴駅前・舞鶴営業所
昼行2往復
- 大阪（梅田） - 宮津線（昼行 / 阪急バス・丹後海陸交通）

阪急梅田（阪急三番街）・新大阪 - 宮津駅・天橋立駅・野田川丹海前・峰山
昼行3往復
全便座席指定制のため、乗車には予約が必要。

## 歴史
- 1988年（昭和63年）7月21日：新大阪 - 舞鶴線（運行会社：阪急バス、京都交通）、新大阪 - 宮津線（運行会社：阪急バス、丹後陸海交通）を各1日2往復で新設[1]。
- 1991年（平成3年）12月20日：新大阪 - 舞鶴線、新大阪 - 宮津線の大阪側の終着点を大阪（梅田）に変更
- 2005年（平成17年）7月15日：大阪（なんば） - 舞鶴線を新設。（当初は2往復体制）
- 2006年（平成18年）
  - 6月1日：大阪（梅田） - 宮津線の1往復（丹後海陸交通担当便）が大阪モノレール柴原駅への停車を開始
  - 11月26日：大阪（なんば） - 舞鶴線を5往復に増便。
- 2008年（平成20年）
  - 8月1日：大阪梅田 - 舞鶴線の運行会社が全便、京都交通に変更。これに伴い、大阪側の予約・発券業務を阪急バスから日本交通に移管。
  - 11月1日：大阪梅田 - 舞鶴線の2往復のうち、1往復の運行会社が日交シティバスに変更。
- 2009年（平成21年）4月1日:大阪梅田 - 舞鶴線、大門通三条と西宮名塩バス停を廃止。
- 2010年（平成22年）11月6日:大阪（なんば） - 舞鶴線を5.5往復に増発。
- 2011年（平成23年）
  - 8月1日：大阪（なんば） - 舞鶴線を6.5往復に増発。舞鶴港フェリーターミナルバス停新設。
  - 9月1日：大阪梅田 - 舞鶴線で、1往復を快速化。（福知山・綾部通過便新設）
- 2012年（平成24年）
  - 3月16日：大阪（なんば） - 舞鶴線の1往復が大阪国際空港バス停への停車を開始。
  - 9月16日：大阪梅田－宮津線で峰山まで区間延長。（宮津より高速利用。福知山全便通過へ）
- 2013年（平成25年）7月23日：大阪梅田 - 宮津線を全便丹後海陸交通の運行に変更[2]。
- 2015年（平成27年）
  - 4月1日：大阪梅田 - 宮津線における阪急バスの運行が復活[3]。
  - 7月18日：福知山特急ニュースター号（大阪（梅田） - 福知山線）を新設[4]。（当初は3往復体制）
- 2016年（平成28年）3月19日：福知山特急ニュースター号、東大阪布施駅、上本町駅、天王寺駅の3バス停を廃止。
- 2017年（平成29年）4月29日：福知山特急ニュースター号、「福知山インター」「松縄手」「福知山市役所前」の3バス停を新設。
- 2018年（平成30年）4月1日：大阪梅田 - 舞鶴線が全便、快速化。（福知山・綾部全便通過へ）

## 運行会社

### 大阪（なんば） - 福知山線
- 日本交通 (福知山)
  - 福知山営業所が昼行8往復を担当。

- 大阪側の予約・発券業務は日本交通（大阪）が担当。
- 福知山側の予約・発券業務は京都交通が担当。

### 大阪（なんば） - 舞鶴線
- 日本交通 (大阪)
  - 弁天営業所が昼行1往復を担当。
- 京都交通 (舞鶴)
  - 舞鶴営業所が昼行7往復を担当。

### 福知山特急ニュースター号
- 大阪バス
  - 本社が昼行2往復を担当。

- 福知山側の予約・発券業務は前田観光自動車が担当。

### 大阪（梅田） - 舞鶴線
- 日本交通 (大阪)
  - 弁天営業所が昼行1往復を担当。
- 京都交通 (舞鶴)
  - 舞鶴営業所が昼行1往復を担当。

### 大阪（梅田） - 宮津線
- 阪急バス
  - 豊中営業所が昼行1往復を担当。
- 丹後海陸交通
  - 本社営業所が昼行2往復を担当。

## 停車停留所
▼・▽…下りは乗車のみ、上りは降車のみの扱い（白は一部便のみ運行）
▲・△…上りは乗車のみ、下りは降車のみの扱い（白は一部便のみ運行）
｜…通過
∥…経路外
| 停車停留所名                             | 停留所所在地 | 停留所所在地   | なんば福知山線 | なんば舞鶴線 | 福知山特急ニュースター号 | 梅田舞鶴線 | 梅田宮津線 | 備考                                                   |
| ---------------------------------------- | ------------ | -------------- | -------------- | ------------ | ------------------------ | ---------- | ---------- | ------------------------------------------------------ |
| ユニバーサル・スタジオ・ジャパン         | 大阪府       | 大阪市此花区   | ▽              | ▽            | ▽                        |            |            |                                                        |
| なんば(OCAT)                             | 大阪府       | 大阪市浪速区   | ▼              | ▼            | ∥                        |            |            |                                                        |
| 大阪駅（桜橋口ALBi・成城石井前）         | 大阪府       | 大阪市北区     | ∥              | ∥            | ▼                        |            |            |                                                        |
| 阪急梅田（阪急三番街高速バスターミナル） | 大阪府       | 大阪市北区     | ∥              | ∥            | ∥                        | ▼          | ▼          |                                                        |
| 新大阪（阪急バスセンター）               | 大阪府       | 大阪市淀川区   | ∥              | ∥            | ∥                        | ▽          | ▽          | 日本交通便は通過、丹後海陸交通便は一部通過             |
| 千里ニュータウン（桃山台駅）             | 大阪府       | 吹田市         | ∥              | ∥            | ∥                        | ▼          | ▽          | 丹後海陸交通便は通過                                   |
| 大阪国際空港                             | 大阪府       | 豊中市         | ▼              | ▽            | ∥                        | ∥          | ▽          | 阪急バス便は通過、京都交通便は一部通過                 |
| 宝塚IC（中国道）                         | 兵庫県       | 宝塚市         | ｜             | ｜           | ｜                       | ▼          | ▼          |                                                        |
| 西宮北IC（中国道）                       | 兵庫県       | 西宮市         | ｜             | ｜           | ｜                       | ▼          | ▼          |                                                        |
| 福知山IC                                 | 京都府       | 福知山市       | ▲              | ∥            | ▲                        | ∥          | ∥          | 西日本ジェイアールバス・中六人部バス長田野バス停に停車 |
| 松縄手                                   | 京都府       | 福知山市       | ∥              | ∥            | ▲                        | ∥          | ∥          |                                                        |
| 福知山市役所前                           | 京都府       | 福知山市       | ∥              | ∥            | ▲                        | ∥          | ∥          |                                                        |
| 福知山駅前（北口）                       | 京都府       | 福知山市       | ▲              | ∥            | ▲                        | ∥          | ∥          |                                                        |
| 西舞鶴駅前                               | 京都府       | 舞鶴市         |                | ▲            |                          | ▲          | ∥          |                                                        |
| 中舞鶴                                   | 京都府       | 舞鶴市         |                | ▲            |                          | ▲          | ∥          |                                                        |
| 東舞鶴駅前                               | 京都府       | 舞鶴市         |                | ▲            |                          | ▲          | ∥          |                                                        |
| 舞鶴港フェリーターミナル                 | 京都府       | 舞鶴市         |                | △            |                          | ∥          | ∥          |                                                        |
| 舞鶴営業所                               | 京都府       | 舞鶴市         |                | △            |                          | △          | ∥          | 京都交通のみ                                           |
| 宮津・天橋立インター                     | 京都府       | 宮津市         |                |              |                          |            | ▲          |                                                        |
| 宮津高校前                               | 京都府       | 宮津市         |                |              |                          |            | ▲          |                                                        |
| 宮津駅                                   | 京都府       | 宮津市         |                |              |                          |            | ▲          |                                                        |
| キセンバ港館                             | 京都府       | 宮津市         |                |              |                          |            | ▲          |                                                        |
| 天橋立駅                                 | 京都府       | 宮津市         |                |              |                          |            | ▲          |                                                        |
| 野田川丹海前                             | 京都府       | 与謝郡与謝野町 |                |              |                          |            | ▲          |                                                        |
| 大宮ロードパーク                         | 京都府       | 京丹後市       |                |              |                          |            | ▲          |                                                        |
| 峰山駅                                   | 京都府       | 京丹後市       |                |              |                          |            | ▲          |                                                        |
| 京丹後市役所前                           | 京都府       | 京丹後市       |                |              |                          |            | ▲          |                                                        |
| 丹海峰山車庫                             | 京都府       | 京丹後市       |                |              |                          |            | ▲          |                                                        |

- ※ただし、野田川丹海前においては、大阪市方面（大阪（梅田） - 福知山・宮津線）と京丹後市方面（京都 - 宮津・天橋立・間人線）の乗り継ぎが認められている。

## 運行経路

### 大阪（なんば） - 福知山線
- 大阪市浪速区内（なんば） - 湊町出入口 - 阪神高速15号堺線（大阪行きのみ） - 阪神高速1号環状線 - 阪神高速11号池田線 - 池田出入口 - 中国池田IC - 中国自動車道 - 舞鶴若狭自動車道 - 福知山IC - 国道9号 - 福知山市内

　途中休憩はない。

### 大阪（なんば） - 舞鶴線
- 大阪市浪速区内（なんば） - 湊町出入口 - 阪神高速15号堺線（大阪行きのみ） - 阪神高速1号環状線 - 阪神高速11号池田線 - 池田出入口 - 中国池田IC - 中国自動車道 - 舞鶴若狭自動車道 - 舞鶴西IC - 国道27号 - 舞鶴市内

　途中休憩はない。

### 福知山特急ニュースター号
- 大阪市北区内（梅田） - 梅田出入口（大阪行きのみ） - 福島出入口（福知山行きのみ） - 阪神高速11号池田線 - 池田出入口 - 中国池田IC - 中国自動車道 - 舞鶴若狭自動車道 - 福知山IC - 国道9号 - 福知山市内

　途中休憩はない。

### 大阪（梅田） - 舞鶴線
- 大阪市北区内（梅田） - 国道423号 - 大阪府道2号大阪中央環状線 - 中国池田IC - 中国自動車道 - 舞鶴若狭自動車道 - 舞鶴西IC - 国道27号 - 舞鶴市内

### 大阪（梅田） - 宮津線
- 大阪市北区内（梅田） - 国道423号 - 大阪府道2号大阪中央環状線 - 中国池田IC - 中国自動車道 - 舞鶴若狭自動車道 - 京都縦貫自動車道  - 宮津市内 - 国道176号 - 京丹後市内

## 車内設備
- リクライニングシート

　　3列シート（日本交通・京都交通）　4列シート（大阪バス・阪急バス・丹後海陸交通）
- フットレスト
- レッグレスト
- トイレ
- 電話
- 毛布
- おしぼり
- スリッパ

## 運行車両

### 大阪（なんば） - 舞鶴線
- 京都交通
  - 三菱ふそう・エアロバス、エアロクィーンII

### 大阪（梅田） - 舞鶴線
- 日交シティバス
- 京都交通
  - 三菱ふそう・エアロバス、エアロクィーンII

### 大阪（梅田） - 宮津線
- 阪急バス
  - 三菱ふそう・エアロバス（西工ネオロイヤルC-I） - 2013年7月23日より当面休止[2]
- 丹後海陸交通